# Techniczna Oficerska Szkoła Wojsk Pancernych
Techniczna Oficerska Szkoła Wojsk Pancernych (TOSWPanc) - szkoła wojskowa Sił Zbrojnych PRL.

## Historia
Szkoła została utworzona w 1951 w Giżycku. Jej zadaniem było przygotowywanie oficerów wojsk pancernych na stanowiska pomocników dowódców kompanii ds. technicznych oraz dowódców plutonów remontowych w warsztatach naprawy czołgów dywizji zmechanizowanych. Absolwenci szkoły otrzymywali tytuł technika określonej specjalności. 
W kwietniu 1957 szkoła została rozformowana. Podchorążych i część kadry zawodowej przeniesiono do Oficerskiej Szkoły Wojsk Pancernych w Poznaniu. Absolwentem szkoły był gen. bryg. Kazimierz Bogdanowicz.